# Panagiotis Vasilopoulos
Panagiotis Vasilopoulos (Maroussi, 8 de Fevereiro de 1984) é um basquetebolista profissional grego, atualmente joga no Olympiakos.

## Carreira
Vasilopoulos integrou o elenco da Seleção Grega de Basquetebol nas Olimpíadas de 2008.